# Сан Мацео-Коскаро (Катанцаро)
Сан Мацео-Коскаро је насеље у Италији у округу Катанцаро, региону Калабрија.
Према процени из 2011. у насељу је живело 176 становника. Насеље се налази на надморској висини од 944 м.